# Madinat al-Aschir min Ramadan
Madinat al-Aschir min Ramadan (arabisch مدينة العاشر من رمضان, DMG Madīnat al-ʿĀšir min Ramaḍān, deutsch Stadt des 10. Ramadan, englisch 10th of Ramadan City oder El Fasher City) ist eine Stadt im ägyptischen Gouvernement asch-Scharqiyya in der Metropolregion Kairo. Sie ist eine der ersten und größten Satellitenstädte in Ägypten.

## Geographie

### Lage
Die Stadt liegt an der Wüsten-Autobahn, die von Kairo nach Ismailia führt, 46 km von Kairo und 20 km von Bilbeis entfernt im Nildelta. Die am nächsten gelegenen (Flug-)Häfen sind der internationale Flughafen von Kairo (ca. 45 km entfernt), der Hafen von Port Said (ca. 140 km), der Hafen von Sues (ca. 90 km) und der Hafen von Ain Suchna (ca. 135 km).

### Klima
Wie der Rest Ägyptens wird das Klima in der Köppen-Geiger-Klassifikation als heißes Wüstenklima (BWh) eingeordnet.
|                        | Jan  | Feb  | Mär  | Apr  | Mai  | Jun  | Jul  | Aug  | Sep  | Okt  | Nov  | Dez  |   |      |
| Mittl. Temperatur (°C) | 13,1 | 14,0 | 17,0 | 20,4 | 24,2 | 27,0 | 28,0 | 28,1 | 25,7 | 23,6 | 19,7 | 15,0 | ⌀ | 21,4 |
| Mittl. Tagesmax. (°C)  | 18,5 | 19,9 | 23,6 | 27,9 | 32,0 | 34,5 | 34,9 | 34,7 | 32,1 | 30,0 | 25,2 | 20,6 | ⌀ | 27,9 |
| Mittl. Tagesmin. (°C)  | 7,8  | 8,2  | 10,4 | 13,0 | 16,5 | 19,6 | 21,1 | 21,5 | 19,3 | 17,3 | 14,2 | 9,5  | ⌀ | 14,9 |
|                        |      |      |      |      |      |      |      |      |      |      |      |      |   |      |
| Niederschlag (mm)      | 7    | 4    | 3    | 2    | 0    | 0    | 0    | 0    | 0    | 2    | 4    | 4    | Σ | 26   |

| 7,8 |

| 8,2 |

| 10,4 |

| 13,0 |

| 16,5 |

| 19,6 |

| 21,1 |

| 21,5 |

| 19,3 |

| 17,3 |

| 14,2 |

| 9,5 |

| 7,8 |

| 8,2 |

| 10,4 |

| 13,0 |

| 16,5 |

| 19,6 |

| 21,1 |

| 21,5 |

| 19,3 |

| 17,3 |

| 14,2 |

| 9,5 |

## Geschichte
Zur Bekämpfung informeller Siedlungen im Großraum Kairo wurde durch Anwar as-Sadat der Bau von dreizehn Satellitenstädten angeordnet, zu denen neben Madinat al-Aschir min Ramadan auch Madinat as-Sadis min Uktubar und al-Ubur gehörten. Madinat al-Aschir min Ramadan wurde ab 1978 als Planstadt errichtet. Benannt ist sie nach dem Tag des Beginns des Jom-Kippur-Krieges nach dem islamischen Kalender.

## Wirtschaft
In Madinat al-Aschir min Ramadan ist der Sitz eines der größten ägyptischen Pharmazieunternehmen Egyptian International Pharmaceuticals, (EIPICO), das im EGX 30 Index enthalten ist.